# Савич, Душан (1955)
Душан (Дуле) Савич (серб. Душан Савић; 5 июня 1955, Уб, Югославия) — сербский футболист, выступавший на позиции нападающего, игрок сборной Югославии.

## Клубная карьера
Савич прибыл на просмотр на стадион «Црвена Звезда Маракана» 21 марта 1972 года и был незамедлительно включен в молодёжную систему клуба. Два года спустя в 1974 году он стал игроком первой команды. Он быстро превратился в результативного нападающего и любимца фанатом. Всего лишь в 19 лет он дебютировал в национальной сборной Югославии. В итоге он сыграл более 400 официальных матчей за «Црвена Звезда».
Покинув «Црвену Звезду» на полпути к сезону 1982/83, Савич провел шесть месяцев, играя в Ла-Лиге в «Спортинге» (Хихон), куда его привел земляк Вуядин Бошков, который был главным тренером в астурийском клубе. Затем Савич провел шесть сезонов во французской Лиге 1: два с «Лиллем» и четыре с «Канном».

## Личная жизнь
Сын — Вуядин Савич (род. 1985) — игрок главного клуба Душана — «Црвены Звезды».